# 何塞·贝纳多·德·塔格莱
何塞·贝纳多·德·塔格莱，托雷·塔格莱侯爵（José Bernardo de Tagle, marqués de Torre Tagle） (1779年—1825年)，秘鲁军人和政治家，祕魯獨立戰爭英雄。
他1812年至1817年在西班牙國會，他返回秘鲁后被任命为特鲁希略的总督。何塞·德·圣马丁抵达时宣告城市独立。1823年他首次担任过一段简短的总统，在同年的七月当何塞·德拉里瓦·阿圭罗离任，安东尼奥·何塞·德·苏克雷简单接手，直到托雷·塔格莱被命名为总统。他负责到西蒙·玻利瓦尔于1824年二月到来。
在他任职期间，秘鲁国旗原由何塞·德·圣马丁所设立，是由于其太复杂的阐述而被改变。托雷·塔格莱提出三横条纹新国旗模型，与两方极端色红色,中间一个白色的太阳在中间.